# Iskandar ibn Kara Yusuf
Iskandar (? - 1438) fou emir dels qara qoyunlu i sultà. Va succeir el seu pare Qara Yússuf, mort en campanya el 13 de novembre de 1420. Aprofitant la mort de Qara Yússuf, el sultà timúrida Xah Rukh va passar a l'atac i va fer campanya (1420-1421) en territori qara qoyunlu aliat als Aq qoyunlu.

## Trajectòria

### Primeres batalles
El març/abril del 1421 Iskandar va derrotar decisivament als aq qoyunlu que atacaven Mardin; l'exèrcit timúrida que en aquell moment estava acampat a l'Araxes, va començar a tenir por; els qara qoyunlu van aixecar forces importants (entre 30.000 i 40000 homes) per enfrontar a l'exèrcit timúrida a la plana d'Alashgird entre Erzurum i Ağrı; per fer front a la utilització dels elefants pels timúrides, Iskandar va entrenar als seus cavalls a la lluita contra elefants amb imitacions d'aquests fetes d'argila. Xah Rukh preferia no passar la zona del llac Van i retornar a l'Azerbaidjan, però sota pressió de Kara Yülük Uthman (aq qoyunlu) i altres emirs locals, va haver de marxar contra Iskandar; la batalla d'Alashgird va durar tres dies (del 30 de juliol a l'1 d'agost de 1421) i encara que Xah Rukh va triomfar per la superioritat en homes i material, els qara qoyunlu van lluitar amb dignitat.

### Govern i repressió dels deslleials
Xah Rukh volia donar el govern de l'Azerbaidjan reconquerit, a un dels seus fills (tenia l'hereu Ulug Beg i cinc fills més) però cap d'ells el va acceptar per por d'Iskandar, i finalment va retornar a Khurasan deixant Azerbaidjan de fet en mans del derrotat emir qara qoyunlu. Isfahan (Ispan), germà d'Iskandar, i general de l'ala esquerra de l'exèrcit d'Alashgird, es va apoderar de Tabriz però el seu germà el va obligar a sortir-ne ràpidament i retirar-se a la plana de Pasin al Gilan.
Del 1422 al 1424 Iskandar es va dedicar a castigar els emirs que no li havien estat lleials: el de Hakkari i el de Bidlis, i va annexionar Van, Akhlat (el 1425 l'emir d'Akhlat Shams al-Din fou derrotat decisivament) i Muix (el 1427 fou derrotat el príncep kurd Sultan Afirmad.

### Expansió i conflictes
El 1428 va fer campanya a Xirvan contra el xirvanxah Shah Khalil Allah, que era vassall de Xah Rukh, i va saquejar i devastar el seu territori. El 1429 va ocupar Sultaniyya, Zandjan, Qazwin i Abhar que formaven part dels dominis de Xah Rukh (timúrida), i aquest va haver de fer una nova expedició a l'Azerbaidjan al front d'un exèrcit nombrós; els dos bàndols es van trobar a Salmas i la batalla va durar dos dies (17 i 18 de setembre de 1429) i altre cop la superioritat de Xah Rukh es va acabar imposant, però en una hàbil maniobra, i convençut que no podria acabar amb els qara qoyunlu, va entregar l'Azerbaidjan com a vassall seu, a un germà del seu rival Iskandar, de nom Abu Said (el germà més jove), retornant a Herat el 1430. Immediatament Iskandar va eliminar el seu germà (1432) al que va executar.
El seu germà Shah Mehmed (Shah Muhammad), que d'ençà que havia adquirit Bagdad havia trencat de fet relacions amb la família, va ser atacat per un altre germà, Isfahan (Ispan ibn Qara Yússuf), que governava els territoris situats al sud de l'Azerbaidjan (Hamadan), i no acceptava l'alta sobirania d'Iskandar; Isfahan va envair l'Iraq Arabí i va derrotar a Shah Mehmed; el djalayàrida de Bàssora, Husayn II ibn Ala al-Dawla, vassall d'aquest darrer, va morir en el setge d'Hilla el 1432 i els seus dominis del Baix Iraq van passar també a Isfahan (Ispan), que finalment va entrar a Bagdad el 1433 declarant-se vassall de Xah Rukh.
Un altre germà, Jahan-Xah, que governava els territoris de la vora del llac Van, davant l'hostilitat que li manifestava Iskandar, li va declarar la guerra (1433) i el 1433 o 1434 es va declarar vassall de Xah Rukh.

### Final del regnat i mort
Amb el vassallatge d'aquests prínceps Xah Rukh es va sentir fort i, a petició del shirvanshah, va marxar en expedició cap a l'Azerbaidjan (1434). Xah Rukh va cridar a Jahan-Xah a Rayy, el va proclamar sultà suprem dels qara qoyunlu, i va envair territori qara qoyunlu.
Iskandar davant un enemic superior es va retirar cap a Erzerum, i pel camí es va trobar amb l'exèrcit de Kara Yülük Uthman Aq Qoyunlu al que va causar una greu derrota (agost/setembre de 1435) en la qual Kara Uthman va morir (el seu cap fou enviat per Iskandar al sultà mameluc Barsbay, 1422-1438); Iskandar es va retirar a territori otomà a l'espera de la retirada timúrida, i fou perseguit per l'exèrcit timúrida sense resultat.
Només abandonar el camp els timúrides va retornar i va recuperar una part dels seus dominis. Els aq qoyunlu van entrar en un conflicte successori el que va facilitar la seva tasca. Però el 1438 va voler ocupar Azerbaidjan que havia passat a mans de Jahan-Xah, i fou derrotat a la rodalia de Tabriz.
Iskandar va fugir a la fortalesa inexpugnable d'Alindjak, on tenia a la família i tresors, i Djahan Shah el va assetjar; esperava ajut d'Egipte i Barsbay va enviar un exèrcit, però llavors va morir aquest sultà el 7 de juny de 1438, i l'exèrcit va saber la notícia quan era a Erzindjan i va retornar a Egipte; les esperances d'Iskandar es van esvair. Poc després Iskandar era assassinat pel seu propi fill Shah Kubad que volia a una de les dones de l'harem patern. Finalment Jahan-Xah va conquerir la fortalesa i fou reconegut com a sultà arreu.